# جانسون آگوی-ایرونسی
جانسون آگوی-ایرونسی (انگلیسی: Johnson Aguiyi-Ironsi; زاده ۳ مارس ۱۹۲۴ – درگذشته ۲۹ ژوئیهٔ ۱۹۶۶) سیاستمدار و پرسنل نظامی اهل نیجریه بود.
همچنین برندهٔ جوایزی همچون نشان سلطنتی ویکتوریایی و نشان امپراتوری بریتانیا شده‌است.